# Lijst van voetbalinterlands Nederlandse Antillen - Panama
Deze lijst van voetbalinterlands is een overzicht van alle officiële voetbalwedstrijden tussen de nationale teams van de Nederlandse Antillen (tot 1958 spelend als Curaçao) en Panama. De landen speelden acht keer tegen elkaar. De eerste ontmoeting, een wedstrijd tijdens het CCCF-kampioenschap 1941, werd gespeeld in San José (Costa Rica) op 8 mei 1941. Het laatste duel, een vriendschappelijke wedstrijd, vond plaats op 10 juli 1978 in Medellín (Colombia).

## Wedstrijden
| № | Plaats         | Datum            | Competitie              | Wedstrijd                     | Uitslag |
| - | -------------- | ---------------- | ----------------------- | ----------------------------- | ------- |
| 1 | San José       | 8 mei 1941       | CCCF-kampioenschap 1941 | Curaçao − Panama              | 3 − 3   |
| 2 | Barranquilla   | 17 december 1946 | Vriendschappelijk       | Panama − Curaçao              | 2 − 2   |
| 3 | Guatemala-Stad | 4 maart 1948     | CCCF-kampioenschap 1948 | Panama − Curaçao              | 1 − 3   |
| 4 | Guatemala-Stad | 15 maart 1948    | CCCF-kampioenschap 1948 | Curaçao − Panama              | 5 − 2   |
| 5 | San José       | 12 maart 1953    | CCCF-kampioenschap 1953 | Panama − Curaçao              | 2 − 4   |
| 6 | Willemstad     | 21 augustus 1957 | CCCF-kampioenschap 1957 | Curaçao − Panama              | 3 − 0   |
| 7 | Caracas        | 12 januari 1959  | Vriendschappelijk       | Nederlandse Antillen − Panama | 3 − 1   |
| 8 | Medellín       | 10 juli 1978     | Vriendschappelijk       | Panama − Nederlandse Antillen | 6 − 1   |

## Samenvatting
| Competitie        | Totaal gespeeld | Winst Ned. Ant. | Gelijk | Winst Panama | Doelsaldo Ned. Ant. – Panama |
| ----------------- | --------------- | --------------- | ------ | ------------ | ---------------------------- |
| CONCACAF Gold Cup | 5               | 4               | 1      | 0            | 18 − 8                       |
| Vriendschappelijk | 3               | 1               | 1      | 1            | 6 − 9                        |
| Totaal            | 8               | 5               | 2      | 1            | 24 − 17                      |

NAVU · A-internationals · Nederlands-Antilliaans vrouwenelftal · Olympisch elftal
Antigua en Barbuda ·
Aruba ·
Bahama's ·
Barbados ·
Bermuda ·
Colombia ·
Costa Rica ·
Cuba ·
Denemarken ·
Dominicaanse Republiek ·
El Salvador ·
Grenada ·
Guatemala ·
Guyana ·
Haïti ·
Honduras ·
Jamaica ·
Kaaimaneilanden ·
Mexico ·
Nederland ·
Nicaragua ·
Panama ·
Puerto Rico ·
Saint Lucia ·
Saint Vincent en de Grenadines ·
Suriname ·
Trinidad en Tobago ·
Venezuela · 
Verenigde Staten
FEPAFUT · A-internationals · Selecties · Bondscoaches · Panamees vrouwenelftal · Panama U21 · Panama U20 · Panama U19 · Panama U18 · Panama U17
1930 – 1949 · 
1950 – 1959 · 
1960 – 1969 · 
1970 – 1979 · 
1980 – 1989 · 
1990 – 1999 · 
2000 – 2009 · 
2010 – 2019 ·
2020 – 2029
CGC 1991 · 
CGC 1993 · 
CGC 1996 · 
CGC 1998 · 
CGC 2000 · 
CGC 2002 · 
CGC 2003 · 
CGC 2005 · 
CGC 2007 · 
CGC 2009 · 
CGC 2011 · 
CGC 2013 · 
CGC 2021
WK 2018
1938 · 
1939 · 
1940 · 
1941 · 
1942 · 1943 · 1944 · 1945 · 
1946 · 
1947 · 
1948 · 
1949 · 
1950 · 
1951 · 
1952 · 
1953 · 
1954 · 
1955 · 
1956 · 
1957 · 
1958 · 
1959 · 
1960 · 
1961 · 
1962 · 
1963 · 
1964 · 
1965 · 
1966 · 
1967 · 
1968 · 
1969 · 
1970 · 
1971 · 
1972 · 
1973 · 
1974 · 
1975 · 
1976 · 
1977 · 
1978 · 
1979 · 
1980 · 
1981 · 
1982 · 
1983 · 
1984 · 
1985 · 
1986 · 
1987 · 
1988 · 
1989 · 
1990 · 
1991 · 
1992 · 
1993 · 
1994 · 
1995 · 
1996 · 
1997 · 
1998 · 
1999 · 
2000 · 
2001 · 
2002 · 
2003 · 
2004 · 
2005 · 
2006 · 
2007 · 
2008 · 
2009 · 
2010 · 
2011 · 
2012 · 
2013 · 
2014 · 
2015 · 
2016 · 
2017 ·
2018 ·
2019 ·
2020 ·
2021 ·
2022 ·
2023 ·
2024
Anguilla ·
Argentinië · 
Armenië · 
Aruba · 
Bahama's ·
Bahrein ·
Barbados ·
België · 
Belize · 
Bermuda · 
Bolivia · 
Brazilië · 
Canada · 
Chili · 
Colombia · 
Costa Rica · 
Cuba · 
Curaçao ·
Denemarken ·
Dominica · 
Dominicaanse Republiek · 
Ecuador · 
El Salvador · 
Engeland · 
Grenada · 
Guadeloupe ·
Guatemala · 
Guyana · 
Haïti · 
Honduras · 
Iran · 
Jamaica · 
Japan · 
Kameroen ·
Mexico · 
Montserrat ·
Nederlandse Antillen · 
Nicaragua · 
Noord-Ierland ·
Noorwegen ·
Paraguay · 
Peru · 
Portugal · 
Puerto Rico · 
Qatar ·
Saint Lucia · 
Saoedi-Arabië ·
Servië ·
Spanje · 
Taiwan · 
Trinidad en Tobago ·
Tunesië ·  
Uruguay ·  
Venezuela · 
Verenigde Staten ·
Wales ·
Zuid-Afrika ·
Zuid-Korea ·
Zwitserland
België (2018) ·
Engeland (2018) ·
Tunesië (2018)